# Rhynchosia androyensis
Rhynchosia androyensis är en ärtväxtart som beskrevs av Du Puy och Jean-Noël Labat. Rhynchosia androyensis ingår i släktet Rhynchosia och familjen ärtväxter. Inga underarter finns listade i Catalogue of Life.